# ثفل

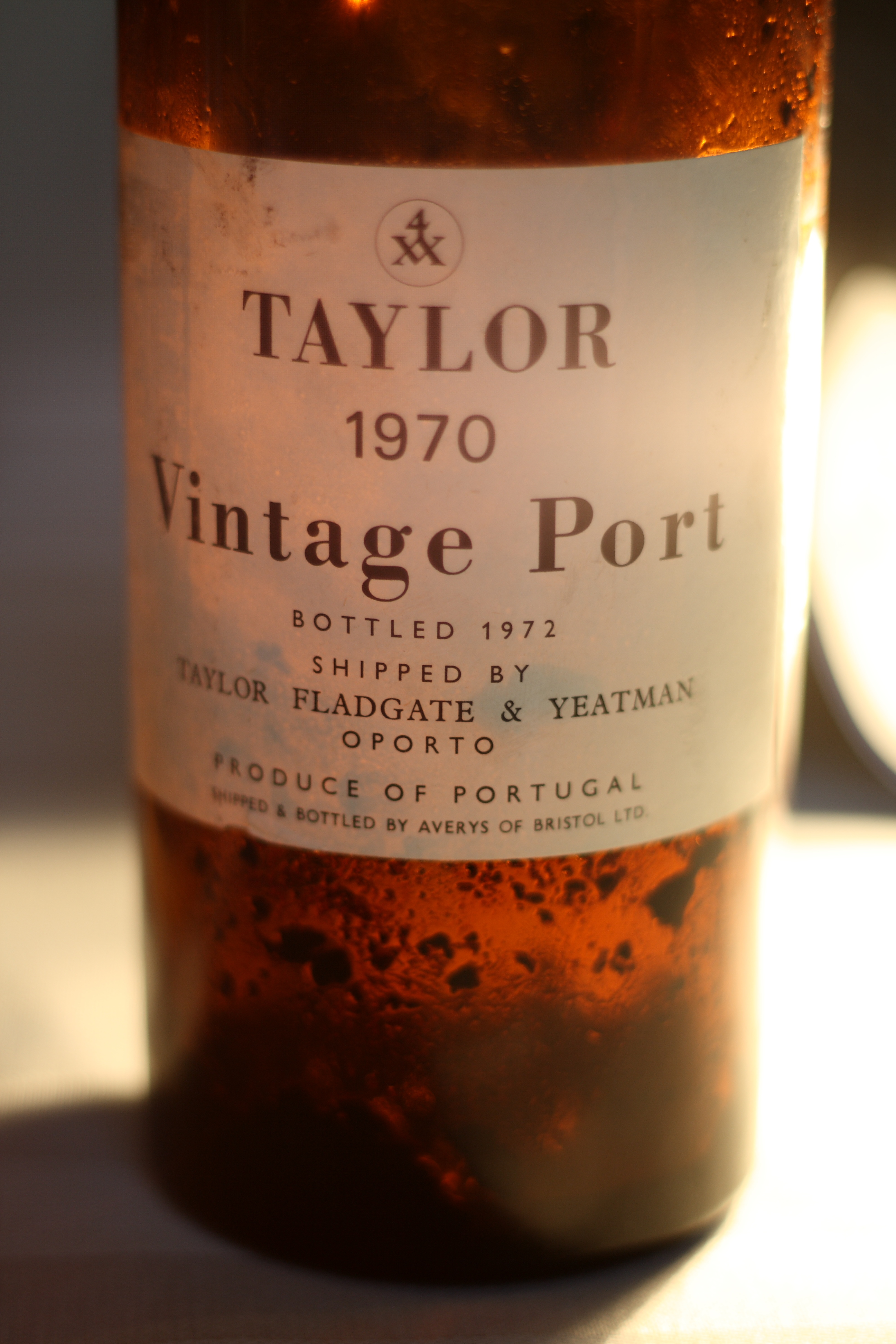
ثفل في زجاجة من نبيذ بورت.

الثُّفْل أو الثُّفَالة أو العَكَر هي المادة الصلبة التي تستقر في قاع أي حاوية نبيذ، مثل الزجاجة أو وعاء أو خزان أو برميل أو دُنّ. الثفل هو خليط غير متجانس يتكون في بداية صناعة النبيذ من خلايا خميرة ميتة وهي الأجزاء التي لا تذوب من لب العنب أو الجلد والبذور التي تترسب من النبيذ الجديد.